# Palais de Chaillot
Palais de Chaillot er en bygning i Paris, på Place du Trocadéro ved Eiffeltårnet; det huser det franske marinehistoriske museum, Musée de la Marine, og det antropologiske museum, Musée de l’Homme. 
Det første bygningsværk på stedet var et palads som Katarina af Medici lod bygge på Chaillot-højden ved Seinen. Senere tilfaldt paladset dronning Henrietta – enke efter Karl 1. af England – som oprettede et kloster hvor mange berømte kvinder har rekreeret. Det blev senere revet ned af Napoleon, som havde planer om at rejse et palads til sin søn, kongen af Rom, på stedet. 
Til verdensudstillingen 1878, Exposition Universelle (1878), blev Palais du Trocadéro rejst på pladsen, i en maurisk inspireret stil.
Dagens bygning med sine to buede pavillioner er tegnet af arkitekterne Azema, Boileau og Carlu. De to pavillioner indrammer en terrasse med et bredt trappearrangement som giver en storstilet udsigt mod Eiffeltårnet og Marsmarken. Bygningen blev rejst til verdensudstillingen 1937, Exposition internationale (1937). Hensigten var at markere det franske koloniimperium; følgelig blev Musée de la Marine og Musée de l'Homme placeret her.
Palais de Chaillot rummer for øvrigt Théâtre National de Chaillot, som under ledelse af Jean Vilar har været centrum for kultur og scenekunst i Paris.
For nylig er der givet plads for et nyt arkitekturcenter i bygningen, Cité de l'Architecture et du Patrimoine.